# Тордесиљас
Тордесиљас или Тордесиљанос (шп. Tordesillas) град је у централној Шпанији, у области Кастиља и Леон.
Према попису из 2009, у граду живи 9.067 становника.

## Становништво
| 1970. | 1981. | 1991. | 2001. | 2010. | 2011. |
| ----- | ----- | ----- | ----- | ----- | ----- |
| 6.604 | 6.681 | 7.637 | 8.150 | 9.213 | 9.064 |

## Партнерски градови
- Сетубал
- Ажемо
- Оро Прето